# Entidad de Gestión de Derechos de los Productores Audiovisuales
La Entidad de Gestión de Derechos de los Productores Audiovisuales (Egeda) es una entidad de gestión de derechos que representa y defiende los intereses de los productores audiovisuales asociados a esta en Chile, Colombia, España, Estados Unidos, Ecuador, Perú, República Dominicana y Uruguay. También participan en menor medida los restantes países pertenecientes a Hispanoamérica.
Desde 1998, su presidente es Enrique Cerezo. Su vicepresidente es Agustín Almodóvar.

## Historia
Egeda se fundó en España el 18 de septiembre de 1990 y empezó su actividad en 1993 al comenzar a recaudar por derechos de autor.
Es cofundadora de La Coalición de Creadores e Industrias de Contenidos, una asociación de empresas y entidades de gestión cuyo objetivo es cambiar la legislación en España para perseguir las descargas de contenidos protegidos por derechos de autor.
En 2007 lanzó Filmotech, portal de descargas legales de cine en castellano (aunque contiene títulos en otros idiomas).
Desde 1996 organizan los Premios Cinematográficos José María Forqué.